# Глизе 179 b
Глизе 179 b (также обозначаемая HIP 22627 b) — экзопланета, обращающаяся вокруг красного карлика Глизе 179 и находящаяся на расстоянии приблизительно 40 световых лет в созвездии Ориона. Минимальная масса немного меньше массы Юпитера; среднее расстояние между планетой и звездой равно 2,41 а.е. (1,9 а.е. в перицентре, 2,92 а.е. в апоцентре), эксцентриситет орбиты составляет 0,21, что немного меньше эксцентриситета орбиты Плутона. Планета была открыта при помощи метода радиальных скоростей в обсерватории Кека. 